# Dawsholm Park
Dawsholm Park är en park i Storbritannien.   Den ligger i riksdelen Skottland, i den centrala delen av landet, 600 km nordväst om huvudstaden London. Dawsholm Park ligger 42 meter över havet. Arean är 33 kvadratkilometer.
Terrängen runt Dawsholm Park är platt söderut, men norrut är den kuperad. Terrängen runt Dawsholm Park sluttar söderut.Runt Dawsholm Park är det mycket tätbefolkat, med 3 895 invånare per kvadratkilometer. Närmaste större samhälle är Glasgow, 5,3 km sydost om Dawsholm Park. Runt Dawsholm Park är det i huvudsak tätbebyggt.